# Station Tworków
Station Tworków is een spoorwegstation in de Poolse plaats Tworków.